# Bunkier Garzau
Bunkier Garzau (niem. Bunker Garzau) – bunkier atomowy o sygnaturze 05/206, w Garzau-Garzin, powiat Märkisch-Oderland, land Brandenburgia.
Bunkier został wzniesiony w latach 1972–1975 przez Ministerstwo Obrony Narodowej NRD (Ministerium für Nationale Verteidigung, MfNV) jako centrum organizacyjno-obliczeniowe (ORZ) Narodowej Armii Ludowej NRD (Nationale Volksarmee). Dwupiętrowy, klasy „B” o wymiarach ok. 48 × 43 m i 4000 m² powierzchni całkowitej.
Jest dostępny dla zwiedzających. W jego okolicach istnieje możliwość gry w paintballa.